# Élections fédérales canadiennes de 2015 au Nouveau-Brunswick
Les élections fédérales canadiennes de 2015 ont lieu le 19 octobre 2015 au Nouveau-Brunswick comme au reste du Canada.
Le Nouveau-Brunswick sera représentée par 10 députés à la Chambre des communes, soit autant que lors des précédentes élections, mais les circonscriptions ont été redécoupées.

## Résultats provinciaux
| Parti | Parti        | Parti  |    |
| ----- | ------------ | ------ | -- |
|       | Conservateur | Sièges |    |
| Voix  | Conservateur |        |    |
|       | NPD          | Sièges |    |
| Voix  | NPD          |        |    |
|       | Libéral      | Sièges |    |
| Voix  | Libéral      |        |    |
|       | Vert         | Sièges |    |
| Voix  | Vert         |        |    |
|       | Indépendants | Voix   |    |
| Total | Total        | Total  | 10 |

## Résultats par circonscription
| Candidat             |  | Parti        | # de voix | % des voix |
| -------------------- |  | ------------ | --------- | ---------- |
| Tilly O'Neill-Gordon |  | Conservateur |           |            |
| Total/Participation  |  |              |           |            |

| Candidat            |  | Parti | # de voix | % des voix |
| ------------------- |  | ----- | --------- | ---------- |
| - -                 |  |       |           |            |
| Total/Participation |  |       |           |            |

| Candidat            |  | Parti        | # de voix | % des voix |
| ------------------- |  | ------------ | --------- | ---------- |
| Bernard Valcourt    |  | Conservateur |           |            |
| Total/Participation |  |              |           |            |